# フランシス・ド・ノワイエル
フランシス・ド・ノワイエル（Francis de Noyelle、1919年12月9日 - 2017年3月30日）は、フランスの登山家、外交官。
第二次世界大戦中は、イゼール県でレジスタンス運動に加わっていた。
ノワイエルは、1950年に第2次フランス・ヒマラヤ遠征隊の一員となり、この隊を率いたモーリス・エルゾーグは、ルイ・ラシュナル (Louis Lachenal) とともにアンナプルナ峰を征服し、世界最初の8000メートル峰登頂者となった。このときノワイエルは物資の補給支援を担当していた。
ノワイエルは、1980年から1984年まで、在ネパールフランス大使を務めた。
ノワイエルは、アンナプルナ遠征を行なったフランス隊の最後の生存者であった。
2017年3月30日、97歳で死去。

## 栄典
- レジオンドヌール勲章 - シュヴァリエ
- クロア・ド・ゲール勲章 (1939-1945) (Croix de guerre 1939-1945)
- アンナプルナ遠征隊全員として受賞したギイ・ヴィルデンシュタイン賞 (Prix Guy Wildenstein)[3]。